# Анджей із Любіна
Анджей із Любіна, Умєня, Ходча, Анджей «Мілошнік» гербу Огоньчик (пом. 1444/1445) — державний діяч Королівства Польського, королівський ложничий і секретар, підкоморій добжинський (1429—1436), підскарбій королівський (королівства) (1431—1444); староста крушвицький (1432—1444), добжинський (1433—1444), тенутарій пиздрський (1436—1444).

## Життєпис
Народився Анджей орієнтовно на рубежі XIV—XV століть, походив із Добжинської землі. Був, імовірно, другим сином судді добжинського Добєслава з Умєня й Любіна від першого шлюбу. Мав 3 рідних братів, зокрема — галицького старосту Міколая Параву; також мав трьох братів від другого шлюбу батька та сестру Ельжбету, можливо, від третього шлюбу батька.
Анджей, імовірно, в другій половині 1420-х років став королівським придворним. Звідтоді до 1431 року був королівським ложничим і секретарем. Його кар'єрі при дворі Владислава Яґайла сприяли дружні відносини монарха з його батьком, Добєславом із Умєня. Анджей невдовзі став одним із найближчих і улюблених придворних короля в останній період його правління (1428—1434), що пояснює походження його прізвиська пол. Miłośnik — улюбленець. Ян Длуґош, описуючи події 1431 року, також називає Анджея «улюбленим секретарем» короля. Він дуже часто знаходився поруч з монархом, супроводжував його в подорожах по країні, брав участь у королівських дипломатичних місіях, у прийнятті найважливіших державних рішень. Також, у цей час він входив до так званої «котерії Шафранців» — могутнього придворного угруповання, яке очолював канцлер коронний і єпископ куявсько-поморський (влоцлавський) Ян Шафранєц, і яке підтримувало політику короля.
Король винагородив Анджея за службу, надавши йому 1429 року посаду добжинського підкоморія, 1432 року — староство крушвицьке, 1433 року — староство добжинське. Анджей був підписантом Єдлінського привілею 4 березня 1430 року. Також, король довіряв йому делікатні дипломатичні місії до литовських князів Вітовта та Свидригайла. Зокрема, в серпні-вересні 1430 року добжинський підкоморій їздив на перемовини з Вітовтом до Вільна. Після повернення, восени супроводжував короля в поїздці до столиці Великого князівства Литовського на зустріч із великим князем.
26 лютого 1431 року вперше згадується на посаді підскарбія королівського (чи королівства), займав посаду до кінця життя. Упродовж його каденції кустошами скарбу були Станіслав Латовський (1427—1434) і Анджей Венеціянин. 3 січня 1433 року в Кракові став свідком привілею Владислава Яґайла Сигізмундові Кейстутовичу на довічне управління Великим князівством Литовським, який визначив його права та обов'язки. До документу Анджей привісив печатку на рожево-біло-чорному шнурку, відбиту в чорному воску, діаметром 2,4 см. У полі печатки розміщено щит із гербом Огоньчик, шолом з наметом та клейнод у вигляді піднятих рук; навколо напис (як виглядала печатка можна побачити тут):
S ANDREE DE LUBIN
Після смерті Яґайла 1434 року та неповноліття Владислава III, Анджей увійшов до числа найважливіших управлінців королівства. Він зберіг за собою всі свої уряди й староства, а 1436 року отримав тенуту пиздрську. Супроводжував короля під час його походу до Угорщини 1440 року. 15 червня в Буді він серед інших засвідчив надання королем ґлейту угорському банові Мачви Владиславу де Ґара.
Помер Анджей із Любіна на рубежі 1444/1445 років.

## Сім'я
Відомості про сім'ю Анджею з Любіна практично відсутні. Відомо лише, що його сином був Станіслав з Ходча Ходецький (пом. 1474) — каштелян галицький, львівський, воєвода подільський, руський, староста генеральний подільський, староста крушвицький, галицький, теребовлянський; засновник роду Ходецьких.